# Фонтан у Центральному парку (Вінниця)
Фонтан у Центральному парку Вінниці — реконструйований фонтан 2013 року на Фонтанній площі у Центральному парку Вінниці.
У 1951 році архітектором Самуїлом Ісаакович Рабіном був виконаний проект благоустрою центральної площі парку з великим фонтаном, а побудували його в 1958 році. До його відкриття кілька днів і ночей дружини проектувальників пекли флуден, щоб усіх пригостити.
17 жовтня 2013 розпочав роботу реконструйований фонтан, який не працював до того близько 10 років через застарілі системи і руйнування бетонних конструкцій.